# Karel Lodewijk van Keverberg van Kessel

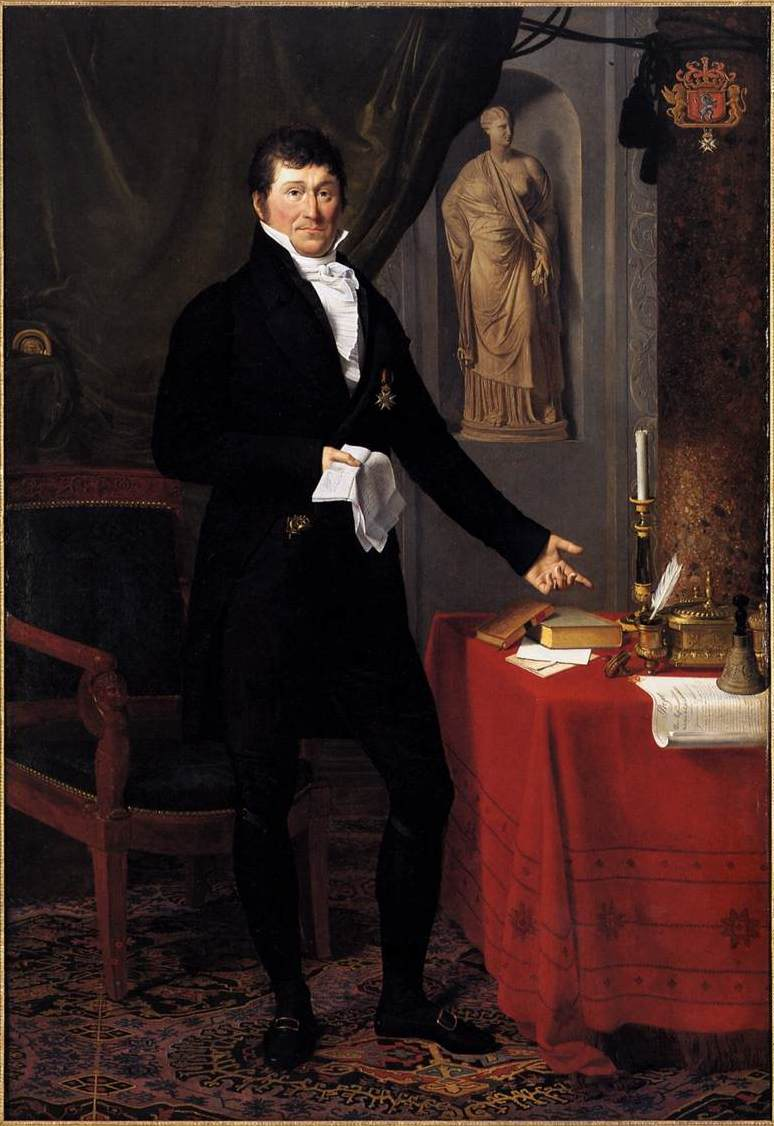
Charles-Louis de Keverberg de Kessel door Joseph-François Ducq, 1818

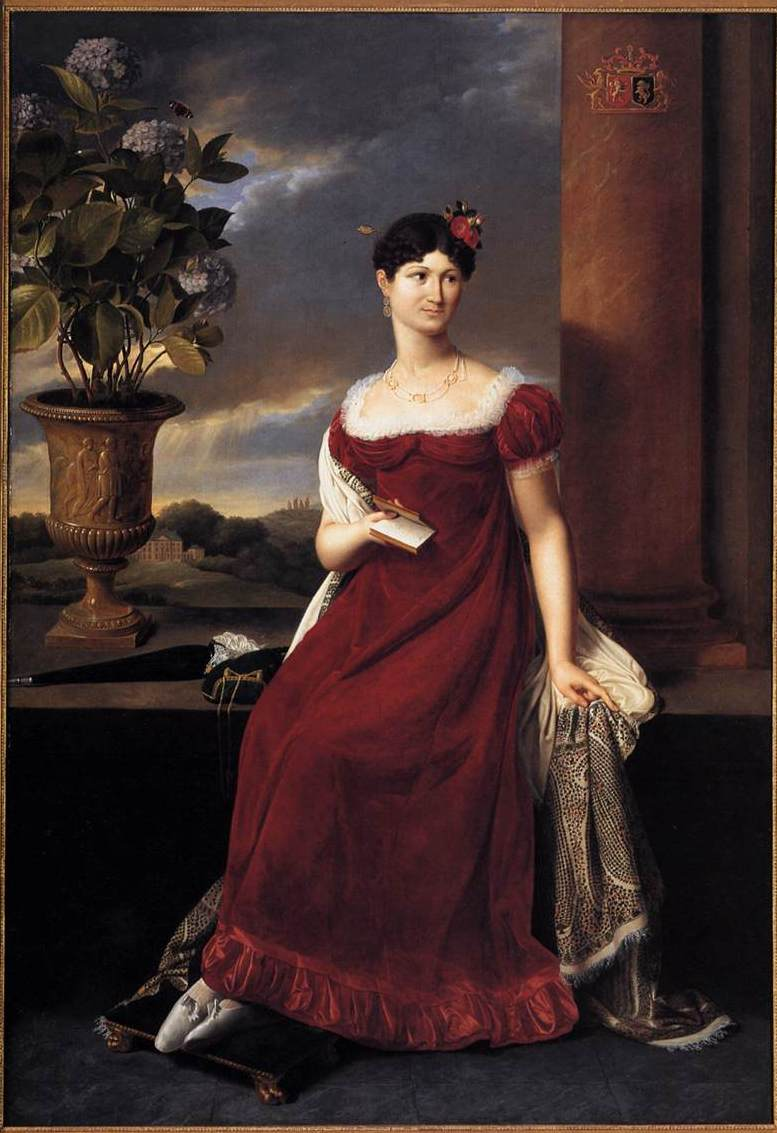
Mary Lodge, door Joseph-François Ducq, 1818

Karel Lodewijk Willem Joseph baron van Keverberg van Kessel, (Frans: Charles Louis Guillaume Joseph de Keverberg de Kessel; doopnamen: Carolus Ludovicus Gulielmus Josephus) (Haelen, 14 maart 1768 – Den Haag, 30 november 1841) was een politicus in het Verenigd Koninkrijk der Nederlanden en Nederland.

## Levensbeschrijving
In de tijd van het Koninkrijk Holland en het Eerste Franse Keizerrijk was hij onder-prefect in Kleef van 1805 tot 1810. Op januari 1809 werd het land van Kleef getroffen door een van de grootste overstromingsrampen uit de geschiedenis van het gebied. Charles Louis Guillaume Joseph de Keverberg de Kessel ontving van Napoleon Bonaparte het ridderteken van het Legioen van Eer vanwege zijn inspanningen voor de rampbestrijding na die overstroming.
Hij werd vervolgens prefect van het departement Ems-Supérieur van 30 november 1810 tot de opheffing van het departement in 1814.
Tussen 1815 en 1817 was hij gouverneur van de Nederlandse provincie Antwerpen en vervolgens, van 1817 tot 1819, gouverneur van de provincie Oost-Vlaanderen. Later was hij ruime tijd lid van de Raad van State.
Op 16 februari 1816 werden hij en zijn broer bij Koninklijk Besluit benoemd in de ridderschap van Limburg met de titel baron waardoor zij en hun nageslacht gingen behoren tot de Nederlandse adel.
Charles Louis Guillaume Joseph de Keverberg de Kessel hield zich verder bezig met het verzamelen van statistieken over in het bijzonder Oost-Vlaanderen. Over zijn statistische methoden correspondeerde hij onder meer met Adolphe Quételet, die later van zijn data gebruik zou maken. Verder verschenen er publicaties van Van Keverberg van Kessel op het gebied van de staatshuishoudkunde, het staatsrecht en geschiedenis. Om die reden werd hij in 1820 uitgenodigd als lid van de Maatschappij der Nederlandse Letterkunde.
Vanwege zijn verdiensten werd Van Keverberg van Kessel bovendien bij het einde van zijn leven benoemd tot commandeur in de Orde van de Nederlandse Leeuw.

## Familie
Van Keverberg was lid van de familie De Keverberg en de zoon van Carolus Emanuel Caspard Josephus de Keverberg, heer van Aldegoor, Haelen, Neer, Ghoor, Warenberg en Kessel, en van Anne Marie Josephine des H.R. Rijksbarones von und zu Weichs zu Roesberg. Hij was in tweede echt gehuwd met Mary Lodge (1794-1879) uit Rochdale (Lancaster, Engeland). Zij hadden vier kinderen, onder wie mr. Frederik Hendrik Karel de Keverberg de Kessel, lid van de gemeenteraad van Kessel en in 1864 lid van de Tweede Kamer der Staten-Generaal. Met diens dochter Maria Carolina Hortense Mathilde barones de Keverberg van Aldengoor stierf het geslacht in 1921 uit.

## Trivia
- Karel Lodewijk van Keverberg heeft een plaats gekregen in de Canon van Limburg.[3]